# John H. Walter
John Harris Walter (* 14. Dezember 1927 in Los Angeles; † 20. September 2021 in Urbana, Illinois) war ein US-amerikanischer Mathematiker.

## Leben
Walter studierte am California Institute of Technology mit dem Bachelor-Abschluss 1951 und an der University of Michigan mit dem Master-Abschluss 1953 und der Promotion 1954 bei Leonard Tornheim (Automorphisms of the Projective Unitary Groups). Danach war er Instructor und Assistant Professor an der University of Washington und ab 1961 Associate Professor an der University of Illinois at Urbana-Champaign, an der er 1966 eine volle Professur erhielt. 1960/61 und 1965/66 war er Gastprofessor an der University of Chicago, 1967/68 in Harvard und 1972/73 in Cambridge.
Er befasste sich mit der Theorie endlicher Gruppen und ist bekannt für den Satz von Walter über endliche Gruppen mit abelschen Sylow-2-Untergruppen von 1969 und den Satz von Daniel Gorenstein und Walter über endliche Gruppen mit Diedergruppen als Sylow-2-Untergruppen. Die Sylow-Sätze sind mathematische Sätze der Gruppentheorie, einem Teilgebiet der Algebra, und erlauben Aussagen über Untergruppen von endlichen Gruppen sowie Gruppen endlicher Ordnung zu klassifizieren.
2012 wurde Walter ein Fellow der American Mathematical Society.

## Schriften (Auswahl)
- Finite groups with abelian Sylow 2-subgroups of order 8, Inventiones Mathematicae, Band 2, 1967, S. 332–376
- The characterization of finite groups with abelian Sylow 2-subgroups, Annals of Mathematics, Band 89, 1969, S. 405–514
- mit Gorenstein: The characterization of finite groups with dihedral Sylow-2-subgroups, 3 Teile, J. Algebra, Band 2, 1964, S. 85–151, 217–270, 354–393